# 鈴木憲夫
鈴木 憲夫（すずき のりお、1953年5月3日 - ）は日本の作曲家、詩人、合唱指揮者。宮城県生まれ。

## 来歴

### 経歴
1953年宮城県七ヶ浜町生まれ、のちに塩釜市に転居、小学校より仙台市に住む。東北学院中学校・高等学校を経て東北学院大学法律学科卒業。
高校三年の時に旺文社主催の「第15回全国学芸コンクール／音楽部門高校生の部で合唱曲＜心＞で第一席」。大学一年／全国学芸コンクール「第16回」音楽部門／社会人の部で（管弦楽曲「交響的断章」）、大学4年／「第18回」音楽部門／社会人の部で（「オーケストラのためのコンポジション」）それぞれ第一席。その時の審査員の團伊玖磨の紹介で対位法を土肥泰に師事、團にはその後長年に亘り大きな示唆を受けることになる。
＜エピソード1＞音楽大学に編入を考えていた鈴木に團はこういったという。「君は若いのだから音大という狭い視野ではなく広く世の中を見て勉強しなさい。それでも音楽がやりたかったらそれからでも遅いということはない」
学生時代は子供の頃より始めたViolinで仙台市交響楽団、仙台ユースシンフォニーオーケストラのコンサートマスターを歴任。また仙台の高校生を中心としたユーゲントコーラスを結成し指揮、そのほか、東北放送において劇版の作曲、CMソング、新体操の音楽を多数手がける。
1977年、埼玉県与野市（現さいたま市）に転居。同時に東京音楽大学作曲科研究科にて当時の学長・伊福部昭のもとで作曲技法・音楽美学・管弦楽法などを学ぶ。
＜エピソード2）＞子供の頃より私淑していた伊福部の門を叩き、師の元での勉強の許可を得、作曲科研究科聴講生として在籍が認められる。一般の大学から作曲科研究科への編入は例がないことだった。
指揮を山田一雄に師事、以降10年、横浜根岸の自宅へ通う（團の紹介による）。東京音楽大学では管弦楽法を池野成、ゼミでは松村禎三に師事。
以降作曲活動を本格的に開始し、宮沢賢治の詩への付曲をはじめ自身によるテキスト中心に多数の曲を作曲、出版楽譜も多数。
指揮者として東京シティフィル、二期会合唱団、日本合唱協会などを指揮。合唱指揮者として自作を中心に指揮。その他にも講演、コンクール審査員、合唱講座の講師などを務める。
1978年、校歌の編曲を主とした「青年作曲家評議会」を立ち上げ、93年に閉じるまでに約500曲の校歌などを編曲する。
与野市音楽連盟副会長、埼玉県文化懇話会委員、ふるさと振興財団（与野市）理事を歴任。社）日本作曲協会委員、県立近代美術館友の会理事をすべて辞任し、2007年より鳩山町「鳩山荘」に独居する。

### 主な活動
- 1985年／笹川賞創作曲コンクール合唱部門2位
- 1990年／オーケストラと合唱のためのカンタータ「さいたまさちあり」＝詩・宮澤章二＝（埼玉県委嘱）
- 1991年／新潟冬の国体入場行進曲とファンファーレ（新潟県委嘱）
- 1993年／四国夏の国体、高松市、鳴門市開催の入場行進曲
- 1994年／さいたま芸術劇場オープニング記念作品「シンフォニア」（埼玉県委嘱）
- 2005年／福井県国民文化祭「ふくい／高浜・童謡の祭典」プロデューサー。
- 2006年より「音楽ほほえみ基金」を設立、CD「日本のこころのうた」を制作、全国各地の老人介護施設や病院などへの寄贈活動を行う。
- 2007年／「チェコ・日本親善演奏会（プラハ・スメタナホール）」において「般若心経（女声）」など合同演奏を指揮。（日本より約120名参加）
- 2009年／「日本・ウィーン交流年」にあたりウィーン楽友協会大ホール「黄金の間」にて「Japan Chorus Day」音楽監督、またシュテファン大聖堂において自作の「Ave Maria」他を指揮。
- 2011年／東北大震災に際して「音楽ほほえみ基金」より寄付を呼びかけ「図書券、お米券などの金券、寄付など「1.654.904円」を現地の関係者に直接届ける。
- 2011年／ウィーン・シェーンブルン宮殿「オランジェリの間」および「オペラ座」で「合唱の祭典inウィーン」の音楽監督。200人の合同で「ふるさと」などを指揮。
- 2012年／「ニューヨーク9.11追悼コンサート」に日本より参加。合唱曲「般若心経（女声）」などを指揮。
- 2013年／還暦コンサート「鈴木憲夫と仲間たち」浜離宮ホールにて。（有志の合唱団6団体が参加）
- 2014年／ローマ・バチカンにてローマ教皇に謁見、「三つの聖母マリア賛歌」を献呈。日本より参加した約70名のスペシャル・コーラスがサンタニエーゼ・イナゴーネ教会にて演奏会を開催。そのコンサートをきっかけにバチカン音楽関係者よりの依頼で急遽、サンピエトロ大寺院のメイン祭壇での聖歌隊としてミサに参加する。自作の日本語、ラテン語の宗教曲を演奏。
- 2016年／ハンガリー・ブダペストにて「合唱の祭典inハンガリー」の音楽監督。さらにウィーンシュテファン大聖堂にて「マザーテレサ愛の言葉」などを指揮。
- 2019年／「シュテファン大聖堂主催、公式奉納演奏会」において「レクイエム」の世界初演が行われる。管弦楽付き「Ave Maria」「マザーテレサ　愛の言葉」も演奏される。
- 2020年／「第51回、埼玉文学賞・詩部門準賞（正賞ナシ）」受賞。

## 作品

### 混声合唱
- 混声合唱曲「永訣の朝」＜詩・宮沢賢治＞（1975年、カワイ出版）
- 混声合唱曲「地蔵礼讃」＜詩・鈴木憲夫＞（1982年、カワイ出版）
- 混声合唱曲「祈祷天頌」＜詩・鈴木憲夫＞（1987年、カワイ出版）
- 混声合唱曲「雨ニモマケズ」＜詩・宮沢賢治＞（1996年、カワイ出版）
- 混声合唱曲「民話」＜詩・鈴木憲夫＞（1997年、カワイ出版）
- 混声合唱組曲「未来への決意」＜詩・片岡輝＞（1998年、音楽之友社）
- 混声合唱組曲「地球に寄り添って」＜詩・片岡輝＞（1999年、音楽之友社）
- 無伴奏混声合唱組曲「高原・イーハトーブ」＜詩・宮沢賢治＞（2000年、カワイ出版）
- 混声合唱組曲「永久ニ」＜詩・鈴木憲夫＞（2001年、カワイ出版）
- 混声合唱組曲「あしたにうたう歌」＜詩・片岡輝＞（2001年、音楽之友社）
- 混声合唱曲「あしたへのマーチ」＜詩・片岡輝＞（2003年、音楽之友社）
- 混声合唱曲「みすゞこのみち」＜詩・金子みすゞ＞（2003年、カワイ出版）
- 混声合唱組曲「地球ばんざい」＜詩・まど・みちお＞（2004年、カワイ出版）
- 混声合唱小品集「ほほえみ」＜詩・小田切清光／坂村真民／鈴木憲夫＞（2004年、カワイ出版）
- 無伴奏混声合唱曲のための「般若心経」＜お経をテキストに＞（2005年、Bell musica／2018年、カワイ出版）
- 混声合唱ファンタジー「みすゞこのみち」＜詩・金子みすゞ＞（2005年、カワイ出版）
- 混声三部合唱曲「空気」＜詩・まど・みちお＞（2007年、教育芸術社）
- 混声合唱編曲集「日本こころの歌」[春夏編／秋冬編]（2009年、カワイ出版）
- 混声合唱曲「風の島唄（クニウタ）」＜詩・小田切清光＞（2009年、カワイ出版）
- 混声合唱曲「楽園」＜詩・鈴木憲夫＞（2009年、カワイ出版）
- 混声合唱曲「マザーテレサ　愛のことば」＜マザーテレサの言葉による＞（2011年、カワイ出版）
- 混声合唱曲「レモン哀歌」＜詩・高村光太郎＞（2012年、カワイ出版）
- 混声合唱曲「二度とない人生だから」＜詩・坂村真民＞（2013年、カワイ出版）
- 混声三部版「二度とない人生だから」＜詩・坂村真民＞（2013年、カワイ出版）
- 混声合唱曲「今が美しい」＜詩・村田さちこ＞（2013年、カワイ出版）
- 混声合唱編曲集「関白宣言」＜詩曲・さだまさし＞（2013 年、カワイ出版）
- 混声合唱曲「平和という果実」＜詩・金子静江＞（2015年、カワイ出版）
- 混声合唱曲「三つの聖母マリア賛歌」＜典礼文＞（2015年、カワイ出版）
- 混声合唱組曲「愛を乞う人たちへ」＜詩・塔和子／鈴木憲夫＞（2016年、カワイ出版）
- 混声合唱曲「巡礼」＜詩・鈴木憲夫＞（2017年、カワイ出版）
- 混声合唱曲「般若心経」＜お経をテキストに＞（2018年、カワイ出版）
- 混声合唱曲「Ave Maria」＜詩・典礼文／鈴木憲夫＞（2018年、カワイ出版）
- 混声合唱曲「さくらんぼと麦わら帽子」＜詩・金子静江＞（2018年、カワイ出版）
- 混声合唱曲集「ひとひらの花びら」＜詩・鈴木憲夫／坂村真民ほか＞（2019年、カワイ出版）
- 混声合唱曲「レクイエム」（典礼文＞（2020年、カワイ出版）
- 混声合唱曲集「いま巣立ちのとき」＜詩・金子静江他＞（2024年、カワイ出版）
- 混声合唱曲「空は遍く我らの上に」＜詩・鈴木憲夫＞
- 混声合唱曲「ひなたの紡ぎ歌」＜詩・栗原　寛＞

### 女声合唱
- 女声合唱曲「ねんねんねっころやまのねむのはな」＜詩・平野直＞（1984年、カワイ出版）
- 女声合唱曲「清冽の詩」＜詩・こやま峰子＞（1984年、カワイ出版）
- 女声・混声合唱「太陽のように」＜詩・堀田みち子／補詞：宮澤章二＞（1985年、埼玉県合唱連盟歌）
- 女声合唱曲「永訣の朝」＜詩・宮沢賢治＞（1987年、カワイ出版）
- 女声合唱曲集「鈴木憲夫抒情小曲集」＜詩・立原道造／木谷佐知子／中村泰三／金田一春彦ほか＞（1989年、カワイ出版）
- 女声合唱曲「めぐりあいの中に」＜詩・鈴木憲夫ほか＞（1989年、カワイ出版）
- 女声合唱曲「民話」＜詩・鈴木憲夫＞（1989年、カワイ出版）
- 女声合唱曲集「茜の空に」＜短歌・大沼徳子＞（1991年、カワイ出版）
- 同声合唱組曲「春のなわとび」＜詩・宮澤章二＞（1993年、カワイ出版）
- 女声合唱とピアノと朗読のための「鬼の小六」＜詩・鈴木憲夫＞（1994年、カワイ出版）
- 女声合唱曲集「新編・茜の空に」＜短歌・大沼徳子／詩・鈴木憲夫＞（1999年、カワイ出版）
- 女声（同声）合唱曲「ことわざうた」＜詩・鈴木憲夫＞（1997年、カワイ出版）
- 児童（同声）合唱組曲「こころのてんきよほう」＜詩・片岡輝＞（1997年、音楽之友社）
- 女声合唱曲「地球に寄り添って」＜詩・片岡輝＞（1997年、音楽之友社）
- 児童合唱のための「七五三の写真」＜詩・里乃塚玲央＞（1998年、音楽之友社）
- 女声合唱曲「平和という果実」＜詩・金子静江＞（1998年、カワイ出版）
- 女声合唱組曲「地球に寄り添って」＜詩・片岡輝＞（1999年、音楽之友社）
- 女声合唱組曲「二度とない人生だから」＜詩・坂村真民＞（2002年、カワイ出版)
- 同声合唱組曲「小さな神さま」＜詩・まど・みちお／鈴木憲夫ほか＞（2002年、カワイ出版）
- 女声合唱曲集「ほほえみ」（2002年、カワイ出版）
- 女声（同声)のための「43の合唱エチュード」（2002年、カワイ出版)
- 女声合唱曲「風の島唄（クニウタ）」＜詩・小田切清光＞（2003年、カワイ出版）
- 女声編曲集「クラシック小品集」（2003年、カワイ出版）
- 女声合唱ファンタジー「みすゞのそら」＜詩・金子みすず＞（2004年、カワイ出版）
- 女声合唱曲集「ほほえみ」＜詩・小田切清光／坂村真民／鈴木憲夫＞（2005年、カワイ出版）
- 女声編曲集「ポピュラー小品集」（2005年、カワイ出版）
- 同声（女声）合唱曲集「ひかる地球」＜詩・鈴木憲夫ほか＞（2006年、合唱普及会）
- 女声合唱曲「般若心経」＜お経をテキストに＞（2006年、Bell Musica）
- 女声合唱組曲「マザーテレサ　愛の言葉」＜マザーテレサの言葉による＞（2007年、カワイ出版）
- 女声合唱組曲「未来への決意」＜詩・片岡輝＞（2007年、音楽之友社）
- 女声合唱曲地「地球ばんざい」＜詩・まど・みちお＞（2010年、カワイ出版）
- 女声合唱曲「レモン哀歌」＜詩・高村光太郎＞（2010年、カワイ出版）
- 女声合唱編曲集「日本こころの歌「うた」（2011年、カワイ出版）
- 同声（女声）合唱曲「ぼくらは仲間」＝第78回NHK全国学校音楽コンクール小学校課題曲（2011年、NHK出版、詩：やなせたかし）
- 女声合唱のための「今が美しい」＜詩・村田さちこ＞（2012年、カワイ出版)
- 女声合唱組曲「ラブ・ストーリー」＜詩・まど・みちお／鈴木憲夫ほか＞（2012年、カワイ出版）
- 女声合唱曲「三つの聖母マリア賛歌」＜典礼文＞（2015年、カワイ出版）
- 女声合唱編曲集「異邦人」（2017年、カワイ出版）
- 女声合唱曲「さくらんぼと麦わら帽子」＜詩・金子静江＞（2018年、カワイ出版）
- 児童（同声）合唱曲「うたは奇跡のように」＜詩・村田さちこ＞（2019年、カワイ出版）
- 女声合唱編曲集「木綿のハンカチーフ」（2020年、カワイ出版）

### 男声合唱
- 男声合唱曲「永訣の朝」＜詩・宮沢賢治＞（1990年、カワイ出版）
- 男声合唱のための「祈祷天頌」＜詩・鈴木憲夫＞（2004年、2024年新装版、東京リーダーターフェル)
- 男声合唱曲集「ほほえみ」＜詩・坂村真民／鈴木憲夫ほか＞（2007年、カワイ出版）
- 男性合唱曲「雨ニモマケズ」＜詩・宮沢賢治＞（2009年、カワイ出版）
- 男声合唱組曲 「二度とない人生だから」＜詩・坂村真民＞（2011年、カワイ出版）
- 男声合唱編曲集「関白宣言」（2011年、カワイ出版）
- 男声合唱のための日本民謡メドレー「ハァ ドッコイショ」（2012年、カワイ出版)
- 男声合唱組曲「イーハトーヴ・ファンタジア」＜詩・宮沢賢治＞（2012年、カワイ出版）
- 男声合唱曲「永久ニ＝トコシナニ＝」＜詩・鈴木憲夫＞（2013年、カワイ出版）
- 男声合唱曲「平和という果実」＜詩・金子静江＞（2018年、カワイ出版）
- 男声合唱曲「さくらんぼと麦わら帽子」＜詩・金子静江＞（2019年、カワイ出版）

### 歌曲
- 「まつばぼたん」＜詩・中村泰三＞（1983年、音楽之友社）
- 「姉ねお鶴」＜詩・金田一春彦＞（1984年、音楽之友社）
- 「若い希望」＜詩・大倉芳朗＞
- 歌曲集「和枝という名のバラ」＜詩・金子静江＞（1996年）
- 歌曲集「はすとにわとり」＜詩・金子みすゞほか＞（2010年、カワイ出版）
- 歌曲集「二度とない人生だから」＜詩・坂村真民ほか＞（2010年、カワイ出版）
- 歌曲集「レモン哀歌」＜詩・高村光太郎ほか＞（2010年、カワイ出版）
- 歌曲ピース「平和という果実＝英詩付き」＜詩・金子静江／訳詞・村田さちこ＞（2018年、音楽ほほえみ基金）
- 歌曲ピース「さくらんぼと麦わら帽子」＜詩・金子静江＞（2019年、音楽ほほえみ基金）

### ピアノ曲集
- 小さなアルバム（1985年、東京音楽社）
- こどもの舞曲集（1993年、カワイ出版）
- 17のメロディ（1999年、サニーサイドミュージック）
- あるものがたり（2023年、カワイ出版）

### 器楽
- 弦楽四重奏のための断章（1973年）
- マリンバとピアノのための「ラプソデイックダンス」（1978年）
- 打楽器とピアノと管楽器のための「殯＝MOGARI＝」（1982年）
- 吹奏楽のための「シンフォニック・ラプソディー」（1989年、カワイ出版）
- ファゴットソロのための「プレリュードとカプリッチオ」（1989年）
- フルートソロのための「笛吹き女＝FUEFUKIME=」（1990年、paris/Luduc社）
- クラリネット八重奏曲「5つの踊り」（2001年、Boosey&Hawks/白樺録音企画）
- クラリネットアンサンブルのための「12の小品」（2001年、Boosey&Hawks/白樺録音企画）

管弦楽・管弦楽つき合唱
- シンフォニエッタ（1977年）

- シンフォニア（1994年）
- 管弦楽と合唱のためのカンタータ「さいたまさちあり」＜詩・宮澤章二＞（1998年）
- レクイエム（2019年、カワイ出版）
- マザーテレサ愛のことば（2019年）
- 二度とない人生だから（2024年）
- Ave Maria（2012年）
- ひなたの紡ぎ歌（2024年）

### その他
【校歌】
- 埼玉県立岩槻養護学校（詞：中村泰三）
- 富山県立いずみ高等学校（詞：片岡輝）

【その他】
- 埼玉県合唱連盟歌「太陽のように」（1985年、詞：堀田みち子／補詞：宮澤章二）
- 福井県国民文化祭・児童合唱テーマソング「潮風にのせて歌おう」（2004年、詞：新谷径世）
- 浦安市合唱連盟歌「みんなの歌」（2008年、詞：松本文郎）
- さいたま市合唱協会おおみやの歌（2012年、詞：宮澤章二／鈴木憲夫）
- 栃木県合唱連盟歌（2013年、詞：村田さち子）
- 鹿児島県国民文化祭・児童合唱テーマソング「歌よ、あの大空に」（2015年、詞：村田さち子）
- 北秋田市・鷹巣小学校創立150周年記念歌「羽ばたけ鷹っ子」（2024年）

【作品集】
- 新・合唱講座・ジュニア版「鈴木憲夫作品集」＝CD付き（1997年、BMGジャパン）
- 21世紀合唱名曲集8「鈴木憲夫作品集」＝CD付き（2000年、音楽之友社）
- ジュニア・コーラス21「鈴木憲夫作品集」＝CD、DVD付き（2002年、ユニバーサルミュージック）

### 主な編曲
- これからはじめるでジタルピアノ　ステップ1 （1993年、ミュージックランド）
- これからはじめるでジタルピアノ　ステップ2 （1993年、ミュージックランド）
- ニューミュージック　ピアノ集　（1994年、ミュージックランド）
- クラシック　ピアノ集　（1994年、ミュージックランド）
- ジョン・レノン　バラードコレクション　混声編（1997年、サニーサイドミュージック）
- ジョン・レノン　バラードコレクション　女声編（1997年、サニーサイドミュージック）

【その他の編曲＝ピース版（サニーサイドミュージック】
- 1996年「夢で逢えたら」「one more time one more chance」
- 1997年「甘い運命」「Can you celebrate」「ソングオブライフ」「ひこうき雲の空の下」「Love is all music」「たのしく　たのしく　やさしくね」「パワーソング」
- 1998年「卒業」「北の国から」「旅立ちの時」「僕はここにいる」「Imagine/piano&vocal vasion」

## 著書
- リズムに強くなるソルフェージュ1（1988年、東京音楽社→ショパン→ハンナ）
- リズムに強くなるソルフェージュ2（1988年、東京音楽社→ショパン→ハンナ）
- 総合ソルフェージュ1（1993年、カワイ出版）
- 総合ソルフェージュ2（1993年、カワイ出版）